# Sleep Train Arena
A Sleep Train Arena foi um ginásio localizado em Sacramento na Califórnia, Estados Unidos. Foi a casa dos times de basquetebol Sacramento Kings da NBA entre 1988 a 2016 e Sacramento Monarchs da WNBA entre 1997 e 2009.
Inaugurado em 1988, tem capacidade para 17.317 torcedores. Já recebeu vários jogos universitários de basquete, jogos em campo neutro de hóquei no gelo da NHL, competições de Wrestling e uma Cruzada Evangelística do Pastor Billy Graham em 1995 (que detém os quatro maiores públicos do ginásio). Já foi local de grande shows como Michael Jackson, Beyonce , Britney Spears, Justin Bieber, Ariana Grande, Demi Lovato, Muse e Fifth Harmony 
Muitos fãs dos Kings reclamavam do tamanho e dos poucos benefícios (diferente das mais modernas arenas, construídas nos anos 90). O ginásio fica numa área onde é possível a construção de uma arena maior.
O nome original do ginásio desde 1988 (ARCO Arena) vem da companha de energia ARCO (Atlantic Richfield Company). O contrato de naming rights encerrou em 2011. A empresa Power Balance comprou os direitos de nome logo em seguida, renomeando o ginásio para Power Balance Pavilion, e em 2012, outra companhia chamada The Sleep Train adquiriu os direitos, dando ao ginásio o seu nome atual (Sleep Train Arena). Em 2017 Sleep Train foi comprado por Mattress Firm, basada em Houston, Texas.
Esta arena deixou de ser utilizada em novembro de 2016, e foi fechada em março de 2022, sendo demolida poucos meses depois.

## Galeria de imagens
- Interior